# 馬性淳
馬性淳（？—？），字子厚，號愚斋，山東濟南府陽信縣人，明朝政治人物。

## 生平
萬曆二十五年（1597年）丁酉科山东乡试六十二名舉人，萬曆二十六年（1598年）聯捷戊戌科進士。户部觀政，初授宁晋县知县，三十三年行取，三十六年擢兵部职方司主事，四十年升员外郎，四十二年升山西河东參議，丁憂。四十五年四月起補原官，改陕西參議，四十七年五月升陕西洮岷道副使，次年养病。